# Powódź w Sanoku (1908)
Powódź w Sanoku w 1908 – powódź, która nawiedziła Sanok na początku marcu 1908 wskutek zatoru lodowego na Sanie i wylewu tej rzeki.

## Geneza
W XIX wieku groźne wylewy Sanu w Sanoku miały miejsce w latach 1845 i w 1867, aczkolwiek w tych latach wystąpiły w porze letniej. Stan wody był wtedy większy niż poziom odnotowany w 1908. 
W okresie przed 1908 wylewy Sanu zdarzały się co kilka lat, a bezpośrednio przed występowały już co rok, w tym powódź w dniach 5-7 kwietnia 1907. Po wcześniejszych przypadkach wylewów Sanu miejscowy budowniczy Karol Gerardis proponował zainicjowanie regulacji rzeki oraz ubezpieczenie jej brzegów, czego nie dokonano. Po wylewie Sanu z 1907 inżynier miejski Władysław Beksiński postawił wniosek o wykonanie przekopu poniżej Sanoka oraz usypanie wału ochronnego, począwszy od fabryki maszyn i wagonów aż do Mostu Olchowieckiego, a nawet dalej, jednakże cała sprawa, choć zaakceptowana w Sanoku, potem utknęła na drodze urzędowej. Pilność podjęcia regulacji górnych odcinków Sanu podnoszono także w prasie.

## Przebieg

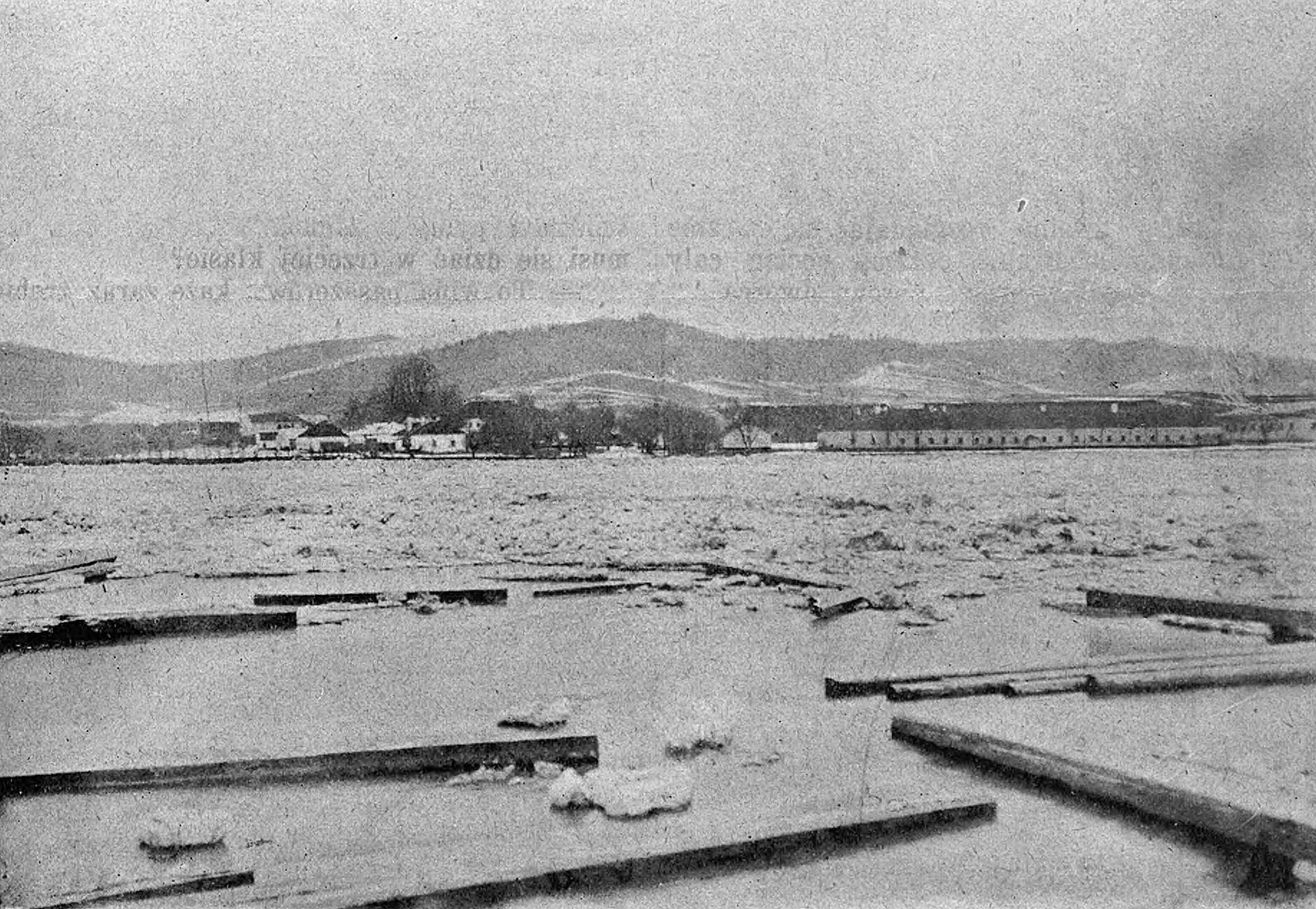
Teren na Błoniu podczas powodzi. W tle po prawej widoczne koszary w Olchowcach

Powódź nadeszła pod koniec zimy 1908. Po trzech cieplejszych dniach, podczas których padał śnieg z deszczem oraz deszcz, nocą we wtorek 3 marca 1908 około godz. 2:30 odeszły lody na przepływającej przez Sanok rzece San. Pozorny optymizm mieszkańców zniknął rankiem tego dnia, gdy nadeszła kra. Przyniesione pod Sanok masy lodu spowodowały niemożność wystarczającego ujścia wody, która wylała poza koryto rzeki. Wskutek tego najpierw zalane wodą zostały budki kąpielowe nad Sanem, a następnie kra pokryła tzw. Sujec, tj. teren położony w pobliżu brzegu rzeki. W następstwie tych zdarzeń błyskawicznie podnosił się poziom w Potoku Płowieckim, który w południe tego samego dnia wystąpił z brzegów zalewając okoliczne pola. Dodatkowo od godz. 13 padał rzęsisty deszcz, zaś Sanem nadal spływała kra (opady deszczu utrzymywały się przez kilka kolejnych dni). Po południu 3 marca burmistrz miasta Feliks Giela przebywał w położonej za Sanokiem Trepczy, gdzie wytworzyła się „głowa” zatoru rzecznego na Sanie, a wieczorem dokonał oględzin domostw położonych w pobliżu rzeki, sugerując gospodarzom ich opuszczenie wraz z inwentarzem. W nocy 3/4 marca postanowiono o ewakuacji wszystkich ludzi zamieszkujących w domach na Błoniu. Nad ranem 4 marca o godz. 4:30 ogłoszono alarm z powodu zalewu wodą tamtejszych terenów miasta. Pod wodą znalazły się m.in. Dom Beksińskich i Lipińskich, a także Adama Pytla, ppłk. Padlewskiego, Matyjasów, Górków, Zielińskiego, Wolańskiego, Jaworskich, Michała Filipczaka (ojciec Bronisława), Taborowskiego, Jarowej, Postów, Żywickich, Hołyńskiego, Oryszaka. W obliczu faktu, że na wodzie zalegała kra, utrudnione było dotarcie do tychże domów łodziami. W południe 4 marca poziom wody podniósł się na tyle, że dotarła ona do domu rodziny Vetulanich, zaś biegnąca równolegle do Potoku Płowieckiego ulica Podgórze praktycznie zamieniła się w rzekę (istniejące przy niej barierki były ledwo widoczne spod wody). W tym dniu poziom wody na Sanie w Sanoku wynosił 6,16 m. Tego dnia kra pozostawała na Sanie od Zahutynia przed Sanokiem aż do Trepczy za miastem, gdzie utworzył się wał, zablokowała Most Olchowiecki i zalegała na terenach Sujca, Błonia i Potoku Płowieckiego. W tym czasie woda spływała przez pola w majątku Nowaków w Olchowcach w stronę Białej Góry i wylała się na tereny Wójtostwa. 

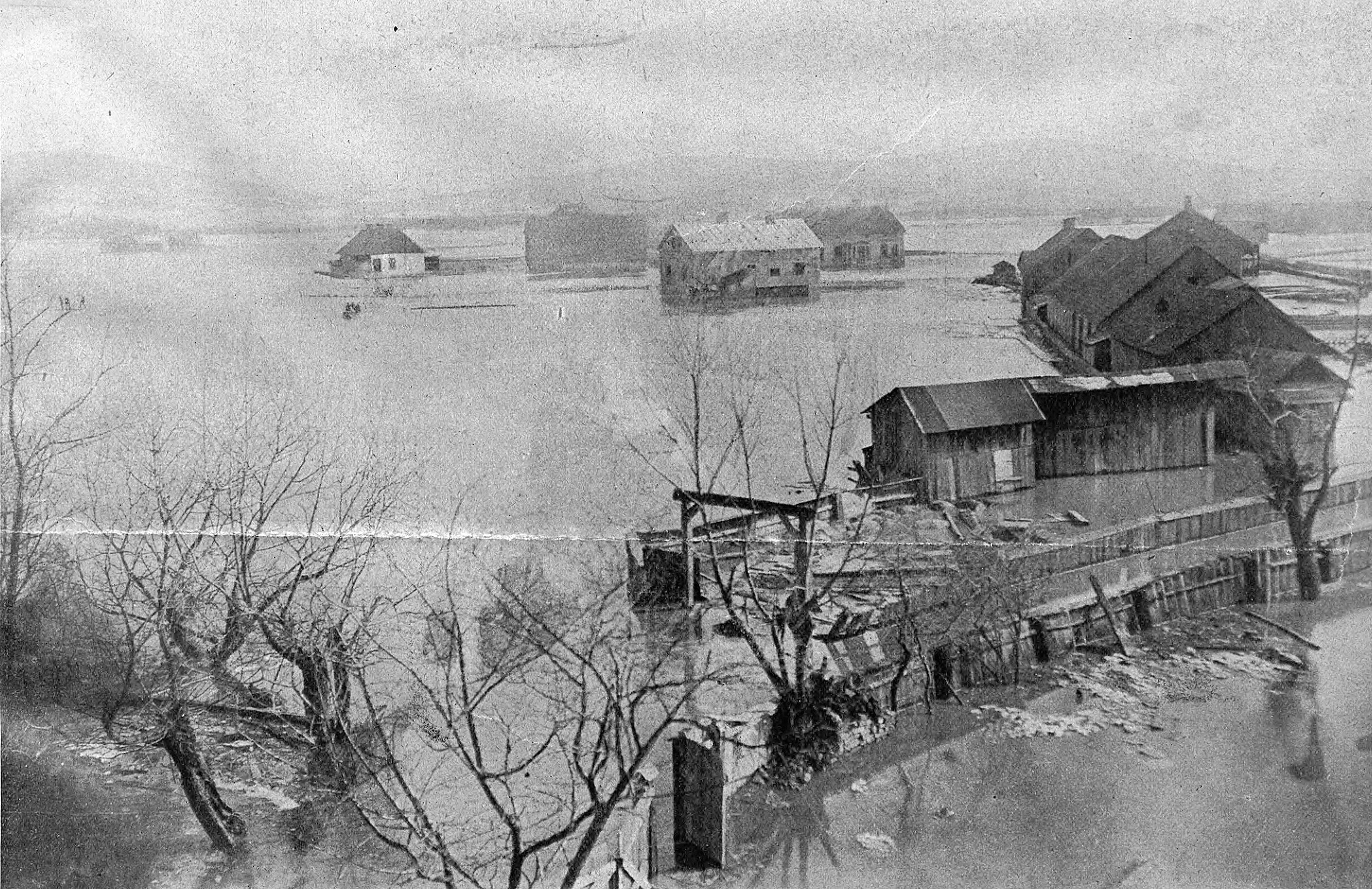
Zalany obszar

W dniu 5 marca 1908 woda w pewnym stopniu opadła, aczkolwiek nadal zalegała kra. Kolejnego dnia 6 marca woda sukcesysywnie zaczęła opadać. Stwierdzono wtedy, że spiętrzona masa lodu na Sanie u podnóża Zamku Królewskiego mierzyła około trzy metry. Tego dnia i następnego kra na rzece przesuwała się, zaś wody Sanu płynęły nowym, bocznym korytem. Przed 8 marca pionierzy z Przemyśla usunęli zator lodowy pod Sanokiem, aczkolwiek masy lodu nadal pozostawały w niższych rejonach miasta. Rankiem 9 marca przybył do Sanoka drogą kolejową namiestnik Galicji Andrzej Potocki w celu osobistego przyjrzenia się powodzi i jej skutkom. Wraz z miejscowymi urzędnikami przebywał w miejscu wylewu oraz przy Moście Olchowieckim. Przed namiestnikiem przemawiał wyznaczony w delegacji mieszkańców Michał Filipczak. W mieście został zawiązany komitet ratunkowy pod przewodnictwem burmistrza Gieli, zaś na obszarze powiatu sanockiego utworzono analogiczny komitet pod przewodnictwem marszałka Karola Łepkowskiego. Oba gremia powołały komisje szacunkowe i podjęły zbieranie składek. W trakcie powodzi wsparcia finansowego dla poszkodowanych udzielili: namiestnik Andrzej Potocki (2000 koron) oraz związani z miastem posłowie: August Gorayski (1000 koron), Bartłomiej Fidler (100 koron dla Posady Olchowskiej), Wincenty Jabłoński.
Wylew Sanu spowodował olbrzymie szkody materialne, przede wszystkim zatapiając gospodarstwa, domy, zabierając dobytek. W akcji ratunkowej brali udział żołnierze z miejscowego garnizonu, policja miejska (w działaniach odznaczyli się sierżant policji Maksymilian Słuszkiewicz i policjant Rabicki), żandarmeria, a ponadto drogą telegraficzną wezwani zostali pionierzy z Przemyśla, którzy przybyli do Sanoka w sile kompanii celem usunięcia zatoru. Niektórzy mieszkańcy z zalanych domostw byli ewakuowani łodziami, inni pozostawali na strychach swych domów (niektórzy nawet przez 36 godzin) i byli stamtąd zabierani przez przemyskich pionierów. Dwie łodzie wraz z załogami w sile czterech ludzi udostępniła w celu ewakuacji ludzi z zalanych domostw fabryka maszyn i wagonów. Ewakuowani mieszkańcy znaleźli schronienie u znajomych bądź w hotelach. W trakcie powodzi obyło się bez ofiar w ludziach i wszyscy potrzebujący zostali uratowani. Łącznie w Sanoku zostało zalanych 57 domów, a w podsanockiej Posadzie Olchowskiej 29. Tym samym klęską żywiołową zostało dotkniętych 258 rodzin, liczących około 800 osób. Szkody powstałe wskutek powodzi oszacowano na 260 tys., a nawet 300 tys. koron (w 1907 wyniosły 80 tys. koron). Do połowy marca największe niebezpieczeństwo minęło. San płynął jednak nurtem pomiędzy spiętrzonymi i sczerniałymi masami lodu, sięgającymi nawet ponad trzy metry. Wylewowi Sanu ludność miasta przyglądała się ze wzgórza miejskiego, w tym z placu św. Jana

## Następstwa
Jeszcze w trakcie powodzi z 1908 wysnuto na łamach „Gazety Sanockiej” dwa główne powody powtarzających się powodzi, wymieniając postępujące wycinanie lasów oraz brak regulacji rzek. Magistrat miejski postanowił wtedy na własność nabyć łodzie, celem prowadzenia ewakuacji w razie ponownego wylewu Sanu.
6 marca 1908 z C. K. Namiestnictwa został skierowany do Sanoka zastępca delegata technicznego w Komisji Regulacji Rzek w Galicji Wydziału Krajowego, starszy inżynier krajowy biura melioracyjnego Jan Hapanowicz celem zbadania rozmiarów powodzi i oszacowania szkód. Podczas ww. wizyty w Sanoku 9 marca namiestnik Potocki obiecał zorganizować pomoc na powodzian oraz jeszcze w tym samym roku sfinalizować roboty techniczne regulacji Sanu, mającej na celu uniknięcie powstawania przyszłych zatorów lodowych w tej okolicy (pierwotnie regulacja rzeki miała być wykonana w przeciągu kilkunastu lat). W związku z tym w dniu 17 marca 1908 przybyła do miasta komisja, w składzie której byli członkowie ww. Komisji Regulacji Rzek w Galicji: nadradca ministerialny w dziale wodnym, delegat C. K. Ministerstwa Spraw Wewnętrznych c. k. starszy radca budownictwa Artur Herbst, nadradca namiestnictwa w dziale wodnym i delegat techniczny Namiestnictwa inżynier Roman Ingarden oraz przedstawiciel C. K. Kierownictwa Budowy Regulacji Sanu w Przemyślu nadinżynier Stanisław Sroczyński. Po zbadaniu planów regulacji komisja postanowiła o rozpoczęciu robót jeszcze w bieżącym miesiącu, a czas ich wykonania wyznaczyła na okres trzech lat. Zgodnie z ich opinią regulacja Sanu miała polegać na pogłębieniu łożyska rzeki i umniejszeniu jej zakrętów (a nie na stworzeniu wałów przeciwpowodziowych na brzegach – jak wcześniej sugerowano w środowisku miejskim), miała przebiegać na długości 8 km, począwszy od budki kolejowej powyżej fabryki maszyn i wagonów, aż do Międzybrodzia. Koszt prac oszacowano na 300 tys. koron, z czego 55 tys. miał ponieść kraj, a resztę rząd. Ponadto postanowiono o przeprowadzeniu regulacji potoków, stanowiących dopływy Sanu w mieście, tj. Płowieckiego i Dworzeckiego (w przypadku tego drugiego, biegnące wzdłuż gościńca zdecydowano o stworzeniu kanału, mającego – w razie sporych opadów deszczu – odprowadzać wodę do Sanoku w rejonie fabryki). Koszt tego przedsięwzięcia obliczono na 100 tys. koron. Podjęte zamierzenia miały na celu zmniejszenie niebezpieczeństwa wylewów Sanu. W ramach pomocy dla poszkodowanych rząd przeznaczył na bezzwrotne zapomogi łącznie 25 tys. koron, Wydział Krajowy kwotę 5 tys. koron oraz 25 tys. koron na pożyczki, natomiast komitet ratunkowy w Sanoku zebrał 1426 koron i 60 halerzy.
Pod koniec marca 1908 na łamach „Gazety Sanockiej” sugerowano władzom miasta oznaczenie najwyższego stanu wody z powodzi w 1907 i w 1908 (wskazano budkę wodociągową należącą do miejscowego kahału oraz dom Michała Filipczaka. Potencjalnym mieszkańcom zalanych terenów sugerowano budowanie domów na wysokich podmurowaniach. 3 kwietnia 1908 przybyli do Sanoka dwaj inżynierowie delegowani z oddziału regulacji rzek celem rozpoczęcia prac nad niwelacją i wytyczeniem regulacji Sanu. Miesiąc po wystąpieniu powodzi, tj. na początku kwietnia 1908, resztki kry nadal zalegały w Sujcu oraz gdzieniegdzie na Błoniu (realności Hołyńskiej, Żywickich). 
Przeszło miesiąc po wizycie w Sanoku namiestnik Galicji Andrzej Potocki został zamordowany w dniu 12 kwietnia 1908 we Lwowie. W 1913 ulica Podgórze w Sanoku została nazwana jego imieniem.
W późniejszych latach zdarzały się kolejne wylewy Sanu na ulicy Podgórze, np. przed 1918 w okresie letnim oraz w 1942. Odnotowany 4 marca 1908 poziom wody na Sanie w Sanoku był najwyższy przez wiele następnych lat (dla porównania w czasie wezbrania 26 czerwca 1980 odnotowano stan 5,65 m tj. najwyższy od 1908, zaś 23 czerwca 2020 poziom wody wyniósł 4,05 m).